# Calceolaria angustifolia
Calceolaria angustifolia là một loài thực vật có hoa trong họ Calceolariaceae. Loài này được (Lindl.) Sweet mô tả khoa học đầu tiên năm 1830.